# Palaeochrysophanus parrai
Palaeochrysophanus parrai är en fjärilsart som beskrevs av Ramon Agenjo Cecilia 1944. Palaeochrysophanus parrai ingår i släktet Palaeochrysophanus och familjen juvelvingar. Inga underarter finns listade i Catalogue of Life.